# Orchestre symphonique de Talence

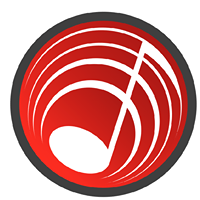

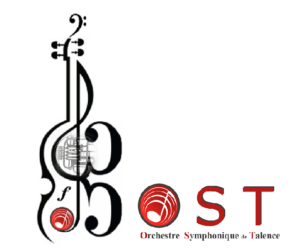

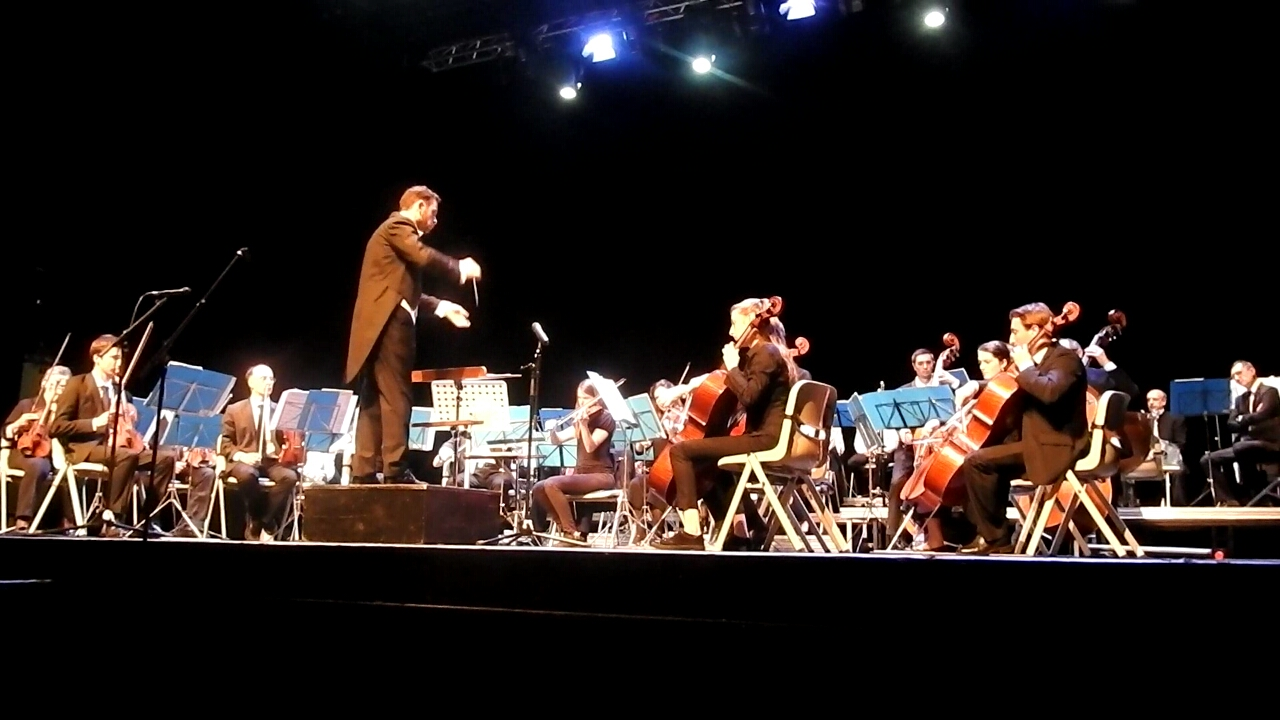
Dernier concert à la Médoquine de Talence.

 (janvier 2019).
Si vous disposez d'ouvrages ou d'articles de référence ou si vous connaissez des sites web de qualité traitant du thème abordé ici, merci de compléter l'article en donnant les références utiles à sa vérifiabilité et en les liant à la section « Notes et références ».
 (janvier 2019).
L'Orchestre symphonique de Talence (OST)  est un orchestre symphonique constitué d'une cinquantaine de musiciens amateurs, réunis sous le statut d'association loi de 1901. 

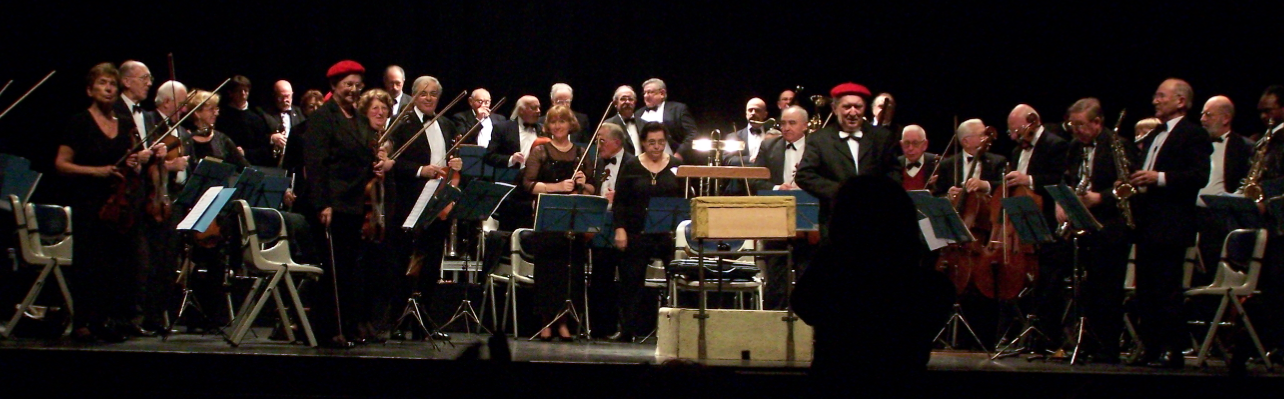
l'OST en représentation à l'espace Médoquine (Talence) en 2010.

## But de l'association
L’association OST est une organisation à but non lucratif, non gouvernementale, apolitique, laïque et non confessionnelle. Il est régi par les principes d'une association loi de 1901. Il a pour objectif de favoriser l’amitié et la solidarité entre ses membres, de créer un cadre propice à l’épanouissement de ces membres par la pratique de la musique et le développement de la culture musicale, de construire, développer, mener à l’excellence l’OST, de l'ouvrir à tous les musiciens bénévoles et amis qui veulent s’intégrer dans l’association, d'inviter le public à partager sa musique, et d'offrir notamment aux jeunes une connaissance de la musique et un épanouissement par la pratique d’un instrument.
L’OST [non neutre] a également pour but de participer à la vie de la société en général, en se mettant à la disposition des pouvoirs publics, organisations et œuvres d’utilité publique, par exemple pour des campagnes de collecte des fonds ou pour des actions particulières vers les plus défavorisés en apportant une animation dans les maisons de retraites, établissements de soins ou autres.
L'OST [non neutre] propose également son aide à des écoles de musique ou d'autres sociétés musicales non professionnelles.
L'OST est membre de la Confédération musicale de France.

## Historique
L'ensemble musical est né pendant la Seconde Guerre mondiale. Un groupe de sept jeunes élèves de l’École primaire supérieure de Talence l'a constitué en mars 1941 à des fins de distraction, d'initiation et de perfectionnement musicaux au sein même de leur école.
Le 1er décembre 1944 le groupe, ayant pris de l’ampleur avec la venue de nouveaux musiciens de Bordeaux et de sa banlieue, se constitua en association régie par la loi de 1901 sous le nom d’Orchestre symphonique de Talence, ayant son siège à l'école supérieure de Talence.
Jean Jonqua, clarinettiste et instituteur, fut le premier chef d'orchestre de l'ensemble. Il dirigea le groupe puis l’orchestre pendant plus de vingt ans, lui permettant de se produire dans les kermesses, pour les arbres de Noël et lors de petits galas au profit d’œuvres diverses. En 1957, Robert Claverie, trompettiste, prix d'harmonie du conservatoire de Bordeaux, prit la baguette quelques années avant de la laisser à Roger Lemoyne, directeur de la musique de scène et des chœurs du Grand Théâtre de Bordeaux. Sous sa direction, l’OST se développa jusqu’à réunir une quarantaine voire une cinquantaine de musiciens autour d'un répertoire d'œuvres classiques et de musique de « genre ».
À la disparition de Roger Lemoyne, l’OST fut dirigé par Tony Marcel Cerf, violoniste, de 1966 jusqu'en 1982. L’OST accompagnait alors également les opérettes du Théâtre d'Art de Bordeaux dirigé par Charles Chabert. C'est Jean-Marie Pétrou, clarinettiste et premier prix du conservatoire de Bordeaux, instituteur et conseiller pédagogique à la musique pour la Gironde, qui prit la direction musicale en 1983. Sous sa baguette, l’OST grandit jusqu'à compter plus de 60 musiciens. L'orchestre accompagnait annuellement le concert des chœurs des écoles publiques de la Gironde et, au-delà d'un programme classique, interprétait des œuvres du compositeur local Gilbert Layens. Depuis 2012, Nicolas Piquet , flûtiste, par ailleurs chef d'orchestre et cofondateur de l'ensemble musical Papageno et chef associé de l'Ensemble Orchestral de Bordeaux], diplômé de The Associated Board of the Royal School of Music, assure la direction musicale de l'OST.
Depuis septembre 2025, Eloi Tembremande a repris le poste de chef d'orchestre.

## Liste des chefs d'orchestre
- de 1941 à 1957 : Jean Jonqua (1922-2007)
- de 1957 à 1958 : Robert Claverie (1928-1997)
- de 1958 à 1965 : Roger Lemoine (...-1966)
- de 1965 à 1983 : Tony-Marcel Cerf (1909-1983)
- de 1983 à 2012 : Jean-Marie Pétrou (né en 1927)
- de 2012 à 2025 : Nicolas Piquet (né en 1982)
- Depuis 2025 : Eloi Tembremande (né en 1989)

## Une histoire liée à la ville de Talence
L’OST, à l'initiative de son directeur de l’époque, Jack Roubin, est à l’origine de la création de l’École de Musique de Talence en 1966. Cette école devint municipale en 1968, également sous la direction de Jack Roubin, et donnait alors avec ses professeurs musiciens amateurs de l’OST des leçons dans les établissements scolaires de la ville de Talence.
Son succès lui fit rapidement prendre de l’ampleur[réf. nécessaire], et sous l'impulsion du maire Henry Deschamps et de son conseiller à la culture Bernard Buffet, l'école devint municipale. Les municipalités qui lui succédèrent se sont attachées à en faire l’une des plus importantes écoles de musique de la région[réf. nécessaire]. Certains professeurs jouent à l'OST et celui-ci accueille également des élèves de bon niveau[réf. nécessaire] qui veulent s'initier ou se perfectionner à la musique d'ensemble. Sa proximité du campus de Talence favorise l'accueil de musiciens amateurs étudiants et de nombreux étrangers en stage ou en séjour à l'université de Bordeaux.